# تكلفة التطبيق وانتقاء الفائدة في علم وظائف الأعضاء
يتعلق تكلفة التطبيق وانتقاء الفائدة في علم وظائف الأعضاء بكلفة وفائدة العملية الفسيولوجية التي يمكن حدوثها وانتقاؤها فيما يتعلق بما إذا كانت ستزيد من بقاء الحيوان ولياقته البيولوجية أم لا. ترتبط العمليات الفسيولوجية القابلة للحدوث بشكل متغير في الغالب بالعمليات التي تدافع عن العدوى أو تزيلها لأنها اختيارية مع وجود تكاليف عالية وفوائد مرتبطة بالظروف. وهي تشمل استجابات الجهاز المناعي والحمى ومضادات الأكسدة ومستوى البلازما من الحديد. العوامل المحددة البارزة هي دورة الحياة، وتوافر الموارد.

## المناعة
تنشيط الجهاز المناعي له الفائدة الحالية والمستقبلية لإزالة العدوى، ولكنه أيضا مكلف على حد سواء فيما يتعلق بالاستهلاك العالي للطاقة الأيضية، وفي خطر حدوث اضطراب متعلق بالمناعة في المستقبل. لذلك، توجد ميزة تكيفية إذا تمكن الحيوان من التحكم في حدوثه فيما يتعلق بالتقييمات الشبيهة بالاكتوارية للفوائد والتكاليف المستقبلية فيما يتعلق بلياقته البيولوجية. في العديد من الظروف، تفسر حسابات المقايضة هذه سبب تثبيط الاستجابات المناعية والتسامح مع العدوى. تشمل الظروف التي لا تنشط فيها المناعة بسبب عدم وجود فائدة مستقبلية ما يلي:
- سوء التغذية[7]
- الشيخوخة[8]
- السبات[9]
- الطفيليات (مخاطر منخفضة أو عالية)[10]
- الأمراض المنقولة جنسيا (منخفضة أو عالية المخاطر)[11]
- أنماط الضوء المرتبطة بالشتاء (نقص محتمل في الموارد)[12]

## الحمى
تنطبق القضايا المستقبلية لمقايضة فوائد التكلفة على الآثار المضادة للبكتيريا والفيروسات للحمى (زيادة درجة حرارة الجسم). الحمى لها فائدة مستقبلية تتمثل في تطهير العدوى لأنها تقلل من تكرار البكتيريا والفيروسات. ولكن لديها أيضا تكلفة استقلابية كبيرة (معدل الأيض الأساسي)، وخطر الحمى المفرطة. عندما يحقق ذلك داخلياً، فإن كل درجة ترفع درجة حرارة الدم، وترفع معدل الاستقلاب الأساسي بنسبة 10-15٪. 90٪ من التكلفة الإجمالية لمكافحة ذات الرئة، تذهب، على سبيل المثال، إلى الطاقة المخصصة لرفع درجة حرارة الجسم. أثناء الإنتان، يمكن للحمى الناتجة أن ترفع معدل الاستقلاب الأساسي بنسبة 55٪ - وتسبب فقدان كتلة الجسم بنسبة 15٪ إلى 30٪. تشمل الظروف التي لا يختار فيها انتشار الحمى أو تقليلها ما يلي:
- الأفراد المسنون - سيكون عبء تحمل العدوى موجودا لفترة قصيرة مما يقلل من الفوائد المستقبلية لإزالة العدوى مقارنة بتكاليف إزالتها. يفضل هذا التغيير تقليل الحمى أو عدم انتشارها.[19][20]
- عندما تكون الموارد الداخلية محدودة (كما هو الحال في فصل الشتاء)، وتنخفض القدرة على تحمل نفقات عالية على زيادة التمثيل الغذائي. هذا يزيد من مخاطر تنشيط الحمى بالنسبة لفائدتها المحتملة، والحيوانات أقل عرضة لاستخدام الحمى لمكافحة العدوى.[12]
- الحمل المتأخر.[21]

## مضادات الأكسدة
يمكن لمضادات الأكسدة مثل الكاروتينات وفيتامين C وفيتامين E والإنزيمات مثل سوبر أكسيد ديسميوتاز والغلوتاثيون بيروكسيداز الحماية من مركبات الأكسجين التفاعلية التي تسبب تلف الحمض النووي والبروتينات والدهون، وتؤدي إلى شيخوخة الخلايا والموت. توجد تكلفة في إنشاء أو الحصول على هذه مضادات الأكسدة. هذا يخلق تعارضا بين فوائد اللياقة البيولوجية للبقاء على قيد الحياة في المستقبل مقارنة باستخدام مضادات الأكسدة هذه للاستفادة من النجاح الإنجابي الحالي. في بعض الطيور، تحول مضادات الأكسدة من الحفاظ على الجسم إلى التكاثر هذا السبب يؤدي إلى تسارع الشيخوخة، وفي هذا الصدد، يمكن للطيور أن تظهر قدرتها البيولوجية على تحمل تكلفة تحويل مضادات الأكسدة (مثل الكاروتينات) في شكل أصباغ إلى ريش كإشارة مكلفة.

## نقص الحديد في الدم
الحديد أمر حيوي للعمليات البيولوجية، ليس فقط للمضيف، ولكن أيضا للبكتيريا التي تصيب المضيف. يمكن أن توجد ميزة لياقة بيولوجية للمضيفين لتقليل توافر الحديد داخل نفسه لمثل هذه البكتيريا (فقر الدم)، على الرغم من أن هذا يحدث على حساب المضيف الذي يضعف نفسه بفقر الدم. تتضح الفوائد المحتملة لمثل هذا الضعف الذاتي من خلال التأثير المتناقض المتمثل في أن توفير مكملات الحديد لأولئك الذين يعانون من نقص الحديد (الذي يتداخل مع عمله المضاد للبكتيريا) يمكن أن يؤدي إلى علاج الفرد من فقر الدم ولكن زيادة المرض البكتيري.